# Полянська вулиця (Київ)
Поля́нська ву́лиця — вулиця в Шевченківському районі міста Києва, місцевість Сирець. Починається у кварталі між вулицями Бакинською та Олени Теліги і пролягає до кінця забудови.
Прилучаються вулиці Бакинська, Академіка Івахненка та Бугорна.

## Історія
Вулиця виникла в середині XX століття під назвою 443-тя Нова. Сучасна назва — з 1944 року.

## Зображення

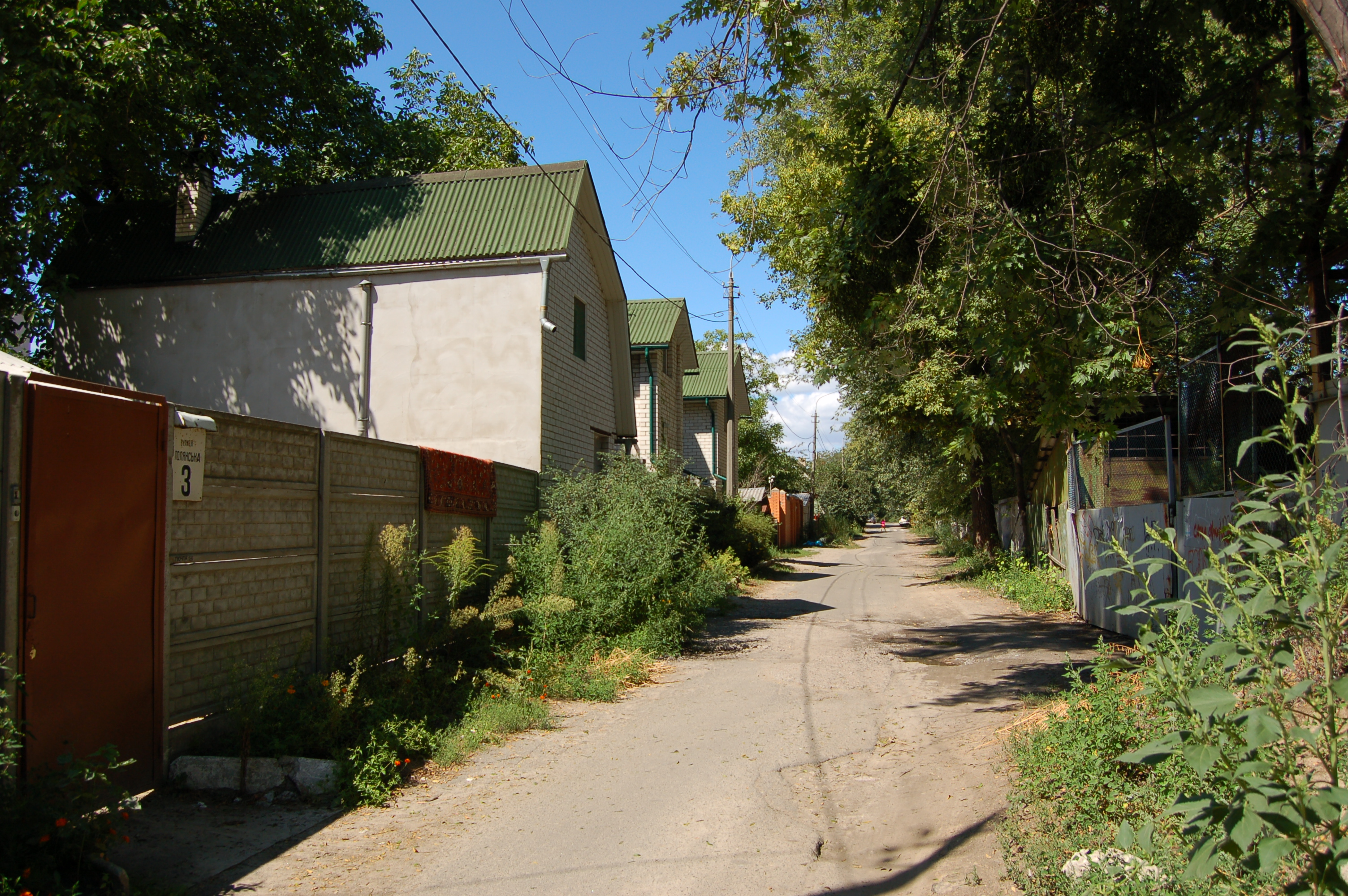
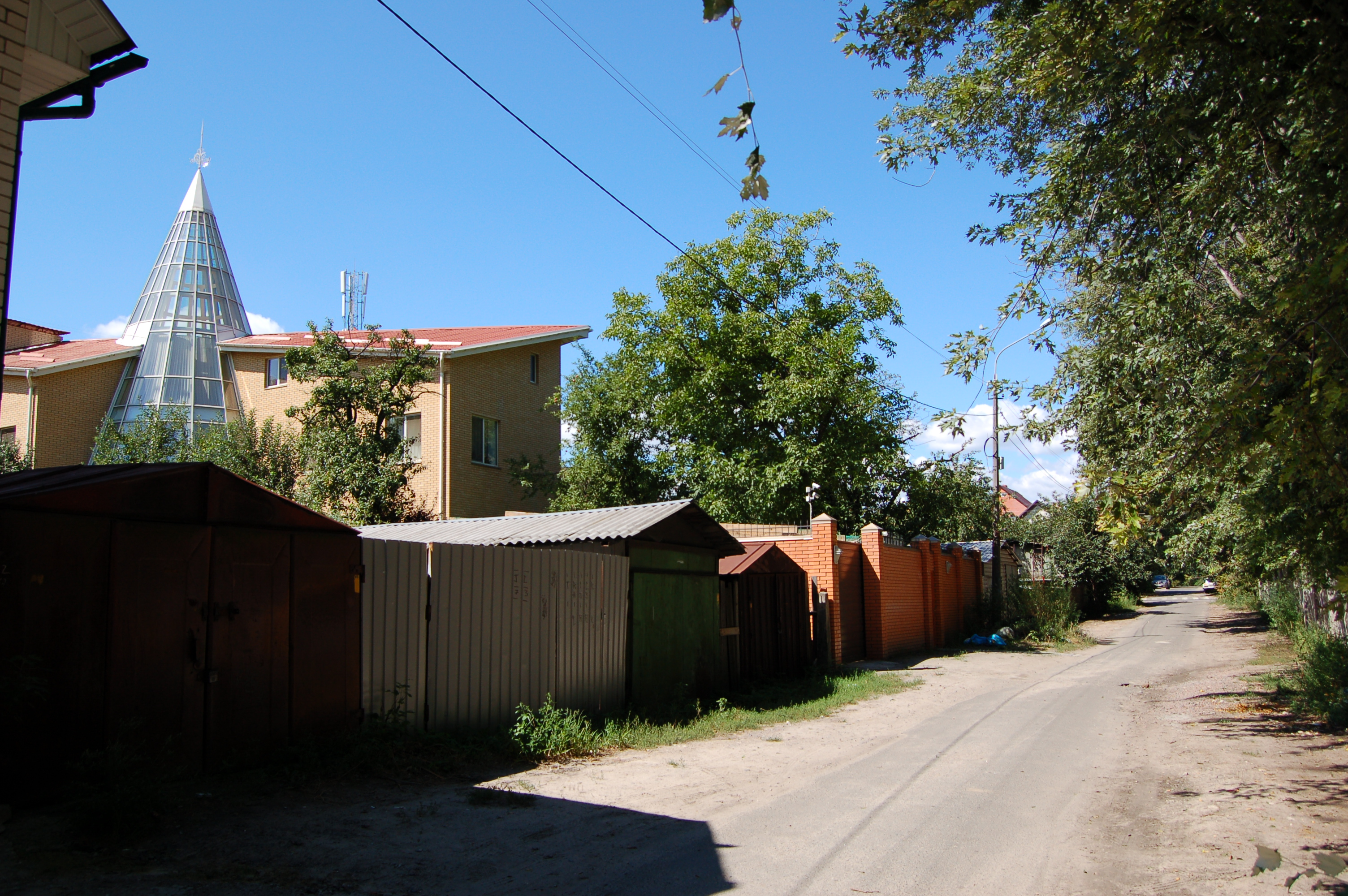
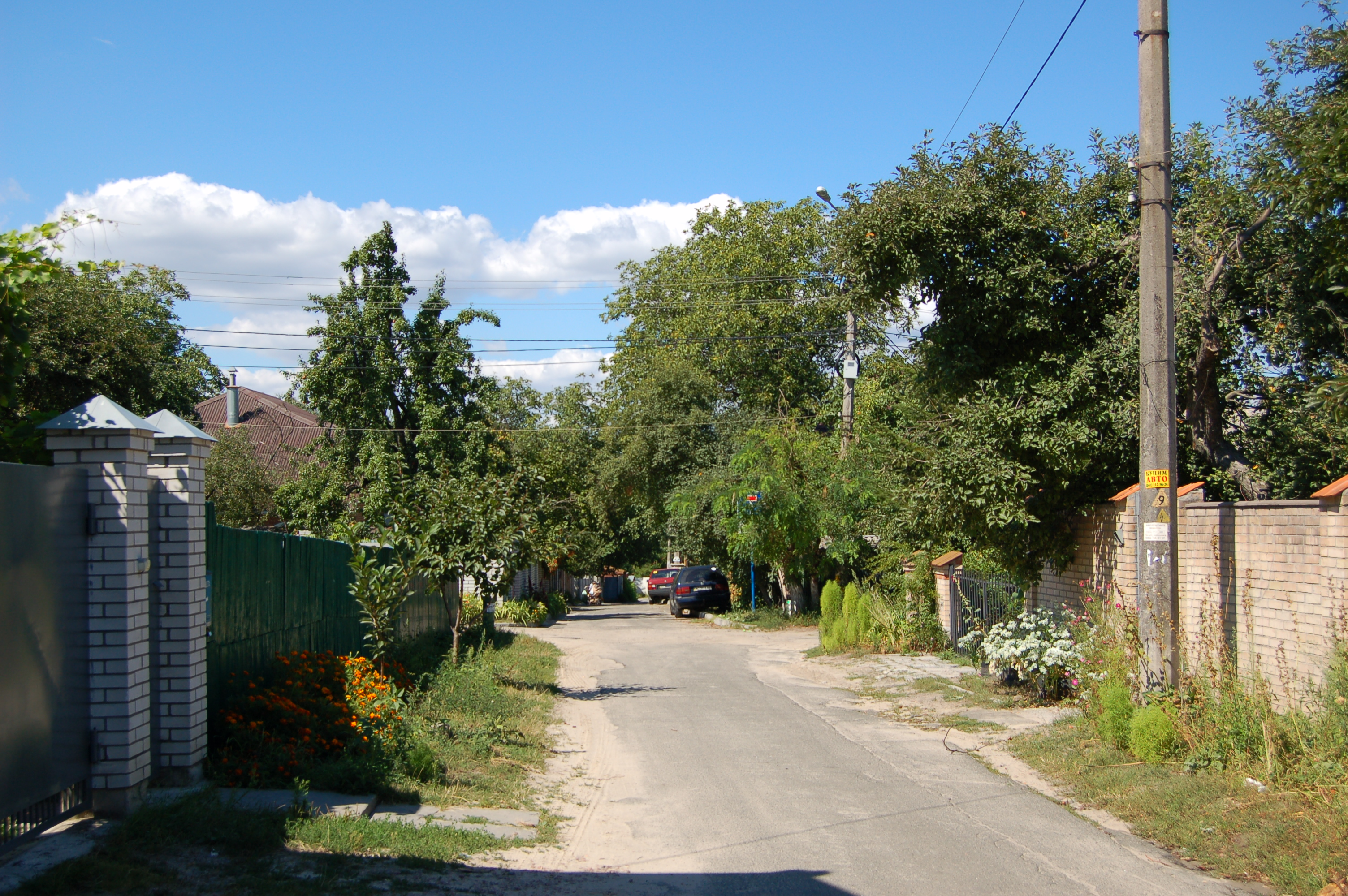
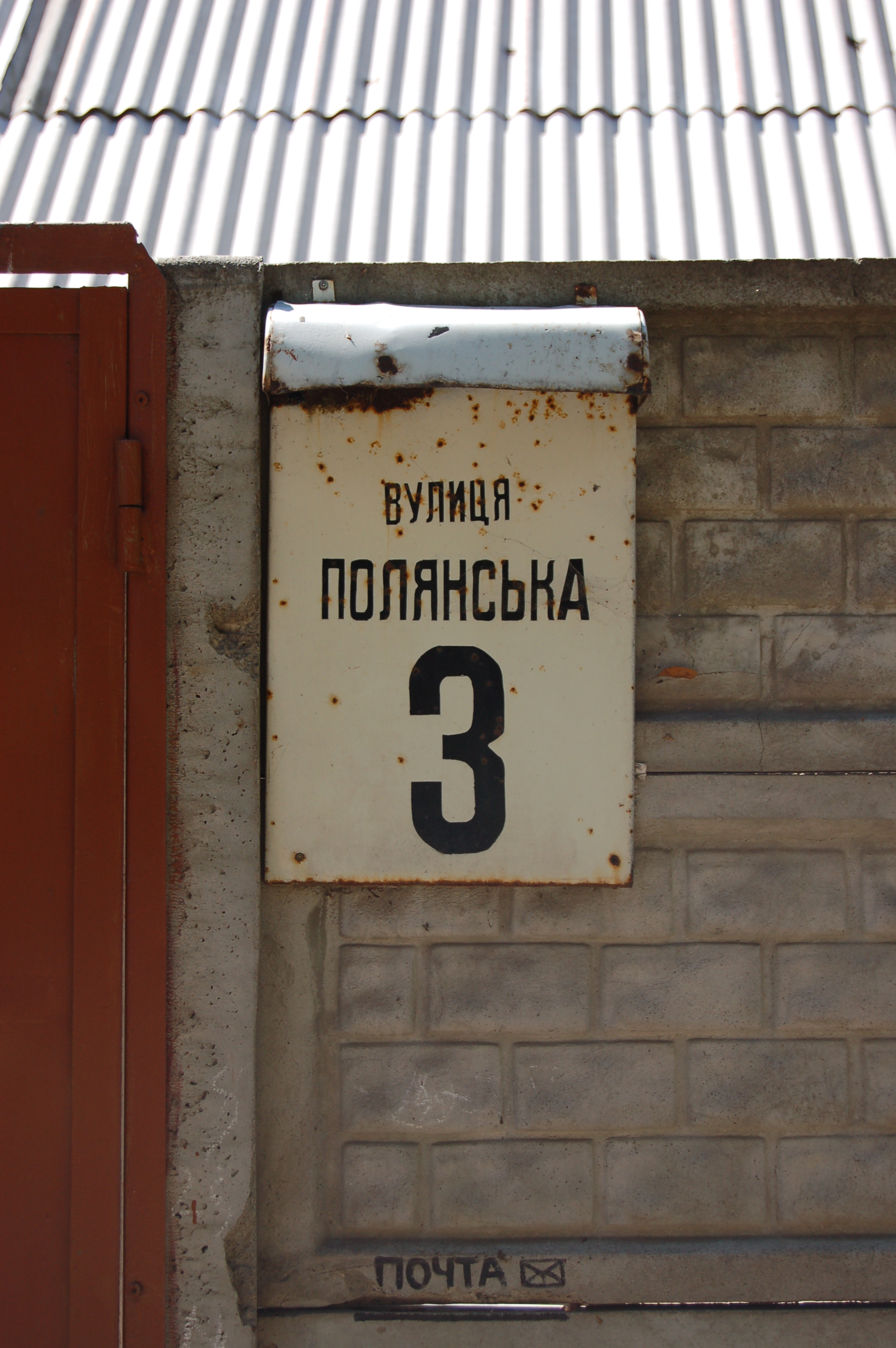